# Leucochrysa serrula
Leucochrysa serrula är en insektsart som beskrevs av Adams 1979. Leucochrysa serrula ingår i släktet Leucochrysa och familjen guldögonsländor. Inga underarter finns listade i Catalogue of Life.